# دادوینداد

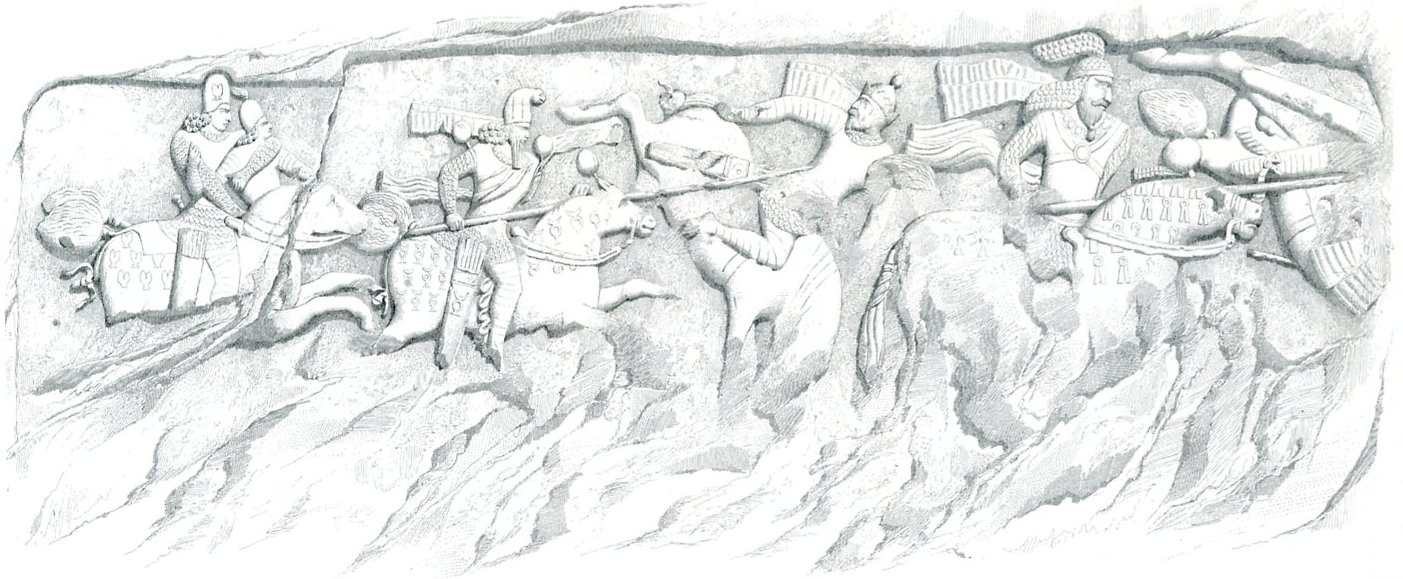
نقاشی از اوژن فلاندین، نقاش و جهانگرد شرق‌شناس فرانسوی (۱۸۴۰) نقش برجسته اردشیر بابکان پادشاه ساسانی در استان فارس ایران.

دادوینداد (همچنین دادبنداد  یا  دادونداد) فردی پارتی بود که به عنوان دبیربد(منشی ارشد) در اواخر سلسله اشکانی، دوره اردوان پنجم خدمت می‌کرد. در ۲۲۴ میلادی او در نبرد هرمزدگان که بین اردوان پنجم اشکانی و اردشیر بابکان ساسانی رخ داد حضور داشت و پس‌ از آن، دادونداد توسط اردشیر اعدام شد.